# Валя Балканська
Валя Младенова Балканська (болг. Валя Младенова Балканска; нар. 8 січня 1942) — болгарська народна співачка. Творчий шлях розпочала у 1960 році як солістка Державного ансамблю народної пісні і танцю «Родопа» з міста Смолян.
Народилась в селі Арда, Смолянської області. З раннього дитинства виконує народні пісні регіону балканських Родоп. Записала сотні народних пісень для національного телебачення і радіо. Її репертуар включає пісні «Шар планино», «Девойко, бално ли ти е», «Триста са пушки пукнали», «Хайдутине се молеха», «А бре, юначе лудо и младо», «Горо ле, горо зелена», «Майчинко, стара майчинко». Найвідомішою стала народна пісня у супроводі ґайди «Излел е Делю хайдутин» («Вийшов Дельо повстанець»). Ця пісня у виконанні Валі Балканської викликає у болгар почуття національної гордості, після включення у 1977 році у Золотий диск Вояджера. Диск відправлено в космос на двох американських космічних кораблях «Voyager», і у 2004 році він покинув межі Сонячної системи.
З нагоди свого 60-річчя та за видатні досягнення в мистецтві співу у 2002 році, Валя Балканська була нагороджена орденом Стара-Планіна. Номінована на Державну премію «Св. Паїсій Хилендарський» за 2005 рік. У грудні 2005 року, виконавиця народних пісень отримує свою зірку на болгарській алеї слави,.